# ArchBang
ArchBang ist eine leichtgewichtige, auf Arch Linux basierende Linux-Distribution. Sie bietet mit einem vorkonfigurierten Fenstermanager auch ein Live-System.

## Entwicklung
Ursprünglich basierte ArchBang auf der Arbeitsplatzumgebung LXDE. Später setzte ArchBang auf den Fenstermanager Openbox. Mit der Version ArchBang 0111 wurde mit der Umstellung auf den Tiling-Fenstermanager i3 ein Neuanfang begangen.

## Besonderheiten
Die Zielgruppe besteht aus erfahrenen Anwendern, die das Basissystem Arch Linux bereits kennen und, die ein System wollen, das geringe Anforderungen an Speicher und Rechenleistung stellt, weil es beispielsweise auf älterer Hardware laufen soll. Auf dem Live System sind mit dem Browser Firefox, dem Dateimanager Spacefm, einem Terminal, dem Partitionierer GParted und dem NetworkManager nur wenige Programme vorliegend. Die Installation erfolgt mit einem textbasierten geführten Skript.